# Kirara Shiraishi
Kirara Shiraishi (白石 黄良々  (Kirara Shiraishi?); 31 maggio 1996) è un velocista giapponese.

## Palmarès
| Anno | Manifestazione | Sede     | Evento      | Risultato | Prestazione | Note            |
| ---- | -------------- | -------- | ----------- | --------- | ----------- | --------------- |
| 2019 | World Relays   | Yokohama | 4×200 m     | 5º        | 1'22"67     |                 |
| 2019 | Mondiali       | Doha     | 200 m piani | Batteria  | 20"62       |                 |
| 2019 | Mondiali       | Doha     | 4×100 m     | Bronzo    | 37"43       | Record asiatico |